# Улица Каюма Насыри
Улица Каюма Насыри (тат. Каюм Насыйри урамы) — улица в центре Казани, центральная улица исторического района Старо-Татарская слобода. С 2013 года улица является пешеходной. Проходит от улицы Татарстан до улицы Сафьян.

## Описание
Улица проходит с северо-запада на юго-восток параллельно улице Габдуллы Тукая и берегу озера Нижний Кабан, начинаясь от улицы Татарстан, пересекая улицы Зайни Султана, Фатыха Карима и Кунче, упираясь в улицу Сафьян. Нумерация домов — от улицы Татарстан.

## История
Первоначально улица именовалась Захарьевской, от стоявшей на ней церкви Захария и Елисаветы (не сохранилась, была разобрана из-за ветхости в 1824 году). В 1930 году переименована в честь татарского учёного Каюма Насыри.
Улица считалась главной и самой красивой в Старо-Татарской слободе. На ней селились татарские аристократы, представители высшего духовенства и богатые купцы.
В 2013 году в рамках благоустройства Казани к проведению Универсиады улица стала пешеходной (третьей в Казани). При этом были отреставрированы сохранившиеся исторические здания. Тогда же на улице возведено несколько домов-новоделов, воспроизводящих стиль Старо-Татарской слободы, расположенных на месте утраченных зданий.

## Здания и сооружения
По нечётной стороне
- № 3 — дом купцов Казаковых, двухэтажное здание в стиле классицизма, архитектор П. В. Тихомиров, построено в 1853 году[1].
- № 5 — дом купцов Кушаевых, архитектор П. В. Тихомиров, построен в 1862 году[1].
- № 11-13 — дома купца и общественного деятеля Б. Муллина, построены в конце XIX века[1].
- № 15 — медресе «Марджания», ныне Казанский исламский колледж, построено в 1881 году.
- № 17 — мечеть аль-Марджани, одна из старейших каменных мечетей Казани[1]. Построена в 1766—1770 годах.
- № 27 — Апанаевская мечеть, построена в 1768—1771 годах.
- № 33 — дом Исанбаевых, построен в 1880 году[1][2].

По чётной стороне
- № 10 — дом учёного Ш. Марджани, двухэтажное полукаменное здание в стиле классицизма, построено в 1858 году[1].
- № 12 — одноэтажный деревянный дом с наличниками в стиле классицизма, построен во второй половине XIX века[1].
- № 24 — дом купцов Юнусовых, двухэтажный дом в стиле классицизма, архитектор П. Т. Жуковский, построен в 1858 году[1].
- № 38 — дом филолога Я. Х. Агишева[1].
- № 40 — дом купца З. Б. Усманова в стиле классицизма, архитектор А. И. Песке, построен в 1853 году[1].